# Ciecimiar
Ciecimier – staropolskie imię męskie złożone z członów Ciecie- („ciotka”) i -mier /-mierz (mir – „pokój, spokój, dobro”). Mogło zatem oznaczać „ten, który zapewnia cioci pokój”.